# Stefano Pierotti
Stefano Pierotti (Puerto Rico, Misiones, 20 de enero de 1998) es un baloncestista argentino que juega en la posición de base para el Fabriano Basket de la Serie B de Italia.

## Trayectoria

### Clubes
| Club                  | País      | Año             |
| --------------------- | --------- | --------------- |
| Bauru                 | Brasil    | 2015 - 2018     |
| São José              | Brasil    | 2018            |
| Pato Basquete         | Brasil    | 2018            |
| Paysandu SC           | Brasil    | 2018            |
| APVE-Londrina         | Brasil    | 2019 - 2020     |
| Campo Mourão          | Brasil    | 2020 - 2021     |
| Cerrado Basquete      | Brasil    | 2021 - 2022     |
| Siglo XXI             | Argentina | 2022            |
| Caxias do Sul         | Brasil    | 2022 - 2023     |
| Colonias Gold         | Paraguay  | 2023            |
| Cestistica San Severo | Italia    | 2023 - 2024     |
| Fabriano Basket       | Italia    | 2024 - Presente |

## Selección nacional
Pierotti representó a la Argentina en el Campeonato FIBA Américas Sub-18 de 2016.